# Arses (rodzaj)
Arses – rodzaj ptaków z rodziny monarek (Monarchidae).

## Zasięg występowania
Rodzaj obejmuje gatunki występujące w Australii, na Nowej Gwinei i sąsiednich wyspach.

## Morfologia
Długość ciała 14–16 cm; masa ciała 9–15 g.

## Systematyka

### Etymologia
- Arses: Arses to imię dwóch królów Persji – Artakserksesa I (465–424 p.n.e.), uważanego przez niektórych historyków za biblijnego króla Achaszwerosza, oraz Artakserksesa IV (338–336 p.n.e.) otrutego zaledwie po trzech latach panowania. Typowy, monarszy epitet dla kryzówki, jest odpowiednikiem amerykańskich epitetów dla ptaków z rodziny tyrankowatych (Tyrannidae)[7].
- Ophryzone: gr. οφρυς ophrus, οφρυος ophruos „brew”; ζωνη zōnē „pas”[8]. Typ nomenklatoryczny: Arses kaupi Gould, 1851.
- Proseisura: gr. προ pro „blisko”; rodzaj Seisura Vigors & Horsfield, 1827 (muszarka)[9]. Typ nomenklatoryczny: Arses lorealis De Vis, 1895.

### Podział systematyczny
Do rodzaju należą następujące gatunki:
- Arses insularis (A.B. Meyer, 1874) – kryzówka rdzawa
- Arses telescophthalmus (Lesson & Garnot, 1827) – kryzówka srokata
- Arses lorealis De Vis, 1895 – kryzówka białoszyja
- Arses kaupi Gould, 1851 – kryzówka przepasana